# Peau d'homme
Peau d'homme est un roman graphique scénarisé par Hubert et dessiné et colorisé par Zanzim. Il paraît en juin 2020, quelques mois après le suicide de son scénariste.

## Résumé
Pendant la Renaissance, en Italie, Bianca, fille de bonne famille, est promise à Giovanni, un jeune et beau marchand. Cependant comme il est de coutume à cette époque, ce sont ses parents qui ont décidé de l'identité de son futur époux. Tout se serait passé sans accroc si Bianca ne s'était pas vu révéler un secret, transmis depuis des générations par les femmes de sa famille. Elle a hérité d'une « peau d'homme » lui permettant de devenir un homme, appelé Lorenzo, quand elle la revêt. Elle va ainsi explorer le monde des hommes et découvre que Giovanni est homosexuel. Lorenzo et Giovanni deviennent amants, alors que Giovanni ignore que Lorenzo est Bianca. À partir de là s'enchaînent « quiproquos et scènes cocasses ».

## Personnages
- Bianca, âgée de 18 ans au début[5], est décrite comme une « jeune fille futée » et « un peu naïve », promise à Giovanni[4] en raison d'un mariage arrangé[5]. Elle prend les traits de Lorenzo, un beau jeune homme, dès lors qu'elle revêt la « Peau d'homme ».
- Giovanni appartient à la famille d'un riche marchand[5].
- La marraine de Bianca — qui est aussi sa tante — est détentrice de la « Peau d'homme » et elle recueille les états d'âme de Bianca, après que celle-ci l'a utilisée.
- « Fra » Angelo, frère de Bianca, est un prêtre rigoriste et un prédicateur catholique influent dans la cité. Il s'oppose rapidement à Bianca/Lorenzo et Giovanni.

## Genèse de l'œuvre
Le dessinateur Zanzim et le scénariste Hubert se sont rencontrés aux Beaux-Arts d’Angers par l’intermédiaire du dessinateur de Spirou, Yoann. Ils ont collaboré sur plusieurs œuvres avant Peau d’Homme : Les Yeux Verts, La Sirène des Pompiers et Ma Vie Posthume.
Zanzim avait, il y a longtemps, proposé à Hubert d’être son dessinateur pour une œuvre biographique qui parlerait notamment de son époque gothique et de son homosexualité. Hubert a essayé de créer cette œuvre sans succès jusqu’en 2013. Lors des manifestations contre les mariages gay à Paris cette année-là, Hubert s’est mis en colère et a proposé une première œuvre à Zanzim en lui disant que cette œuvre serait « un brûlot » intitulé « Débaptisez-moi ». Zanzim trouvait cette première idée un peu trash et assez loin du style habituel d’Hubert, avec moins de fun et de poésie.
Quelques mois plus tard, Hubert est revenu avec une nouvelle idée. La bande-dessinée Peau d’homme était née : un conte moderne abordant notamment les questions du genre et de la sexualité. Hubert avait écrit le scénario seul, celui-ci comportait environ soixante pages avec des dialogues entre les personnages qu’il a ensuite réduits. L’idée de placer l’histoire à la Renaissance vient d’Hubert qui pensait que cela serait symbolique car cette période est aussi celle des débuts de l’humanisme.
C’était ensuite au tour de Zanzim de travailler sur cette œuvre. Il a mis 5 ans pour dessiner et mettre en couleur les 160 planches qui composent la bande-dessinée Peau d’homme.
L'ouvrage est publié en juin 2020, après la mort d'Hubert en février 2020.

## Choix artistiques
Zanzim s’est inspiré de la documentation, donnée par Hubert sur l’âge d’or de la Renaissance en Italie, appelé « Cinquecento », qui comportait notamment des peintures ou de la documentation sur certaines villes d’Italie visitées par Hubert.
Pour cette bande-dessinée, Zanzim voulait un style de dessin assez simple pour une lecture plus limpide. Zanzim choisit un style « caricatural », « enlevé, épuré et expressif ». Les bords des cases ont été supprimés, tout comme les ombres des personnages, pour apporter de la légèreté au dessin, ce qui contraste avec la véhémence du propos de l’histoire,. Pour les couleurs, Zanzim en voulait qui soient dans l’air du temps mais qui ne soient pas criardes pour autant. Trois couleurs sont principalement présentes dans les dessins : le rouge, le vert et le bleu.
Pour le décor, Zanzim voulait que cela tende vers le décor de théâtre, avec une mise en scène en axonométrie, c’est-à-dire qu’il a représenté en deux dimensions des objets qui sont habituellement en trois dimensions. Zanzim supprime aussi les dessins d’arrière-plan lorsque les lecteurs savent déjà où les personnages se trouvent. Le décor est souvent en demi-teinte.
Les bulles ont des corniches à chaque angle, Zanzim a repris l’héritage laissé par la bande-dessinée Tintin.
L’histoire de Peau d’homme comporte un grand nombre de personnages, cela implique qu’il faut pouvoir les différencier. Pourtant, il faudrait que Bianca et Lorenzo soient vus par le lecteur comme étant la même personne. Zanzim a donc décidé de jouer avec un côté androgyne pour le dessin de Lorenzo. Il a aussi gardé la même couleur des yeux pour les personnages et respecté les mêmes proportions, tout en les épaississant un peu pour créer le personnage de Lorenzo. Hubert voulait que les couleurs de peau de ces deux personnages soient différentes pour symboliser le fait que Bianca enfile vraiment une autre peau que la sienne. La peau de Bianca est donc blanche, pour qu’elle soit plus repérable mais aussi pour mettre en avant la virginité et l’innocence du personnage. Lorenzo a une peau plus hâlée.
Les dessins présents dans la bande-dessinée devaient initialement être réalisés en couleurs directes mais, au vu du côté chronophage de cette pratique, Zanzim s’est arrêté au bout de 10 planches et a changé de méthode. Il a d’abord réalisé des croquis des planches, avant de les encrer grâce à une table lumineuse et de mettre les couleurs à l’ordinateur en scannant les planches.

## Analyse
France Inter voit dans l'ouvrage un « manifeste anti-homophobie ». D'après BD Gest', Bianca vit un « parcours initiatique ». Glénat, la maison d'édition de ce roman graphique, parle du récit d'Hubert et Zanzim, comme  d'une invitation pour le lecteur à se questionner sur notre époque, soit le XXIe siècle et à le placer sous le prisme d'une période telle que la Renaissance, à propos de sujets comme les différences de traitement entre la sexualité des femmes et des hommes ou encore la morale comme possible outil de domination, parfois même inconsciente.

## Accueil
Stéphane Jarno pour Télérama estime de la bande dessinée que « derrière les situations vaudevillesques et la fable plaisante et enlevée sourd une critique sociale virulente ». L'ouvrage fait partie des cinq finalistes pour le grand prix de la critique 2021 et figure dans la sélection pour le fauve d'or au Festival d'Angoulême 2021.

## Adaptations
- La bande dessinée est adaptée en pièce de théâtre avec Laure Calamy et des chansons de Ben Mazué, présentée au théâtre Montparnasse  entre janvier et juin 2025[15],[16].
- Une adaptation cinématographique réalisée par Léa Domenach est annoncée en janvier 2025[17]. La distribution comprendra notamment Pomme, Eddy de Pretto et Catherine Deneuve.

## Distinctions
Peau d'homme est la bande dessinée la plus primée de l’année 2020 (huit prix au total).
- Grand prix RTL de la bande dessinée 2020[19]
- Prix de la BD du Point 2020[20]
- Prix Landerneau 2020[21]
- Grand prix de la critique ACBD[22]
- fauve des lycéens au festival d'Angoulême 2021[23]